# Pentaphyllum hippianum
Pentaphyllum hippianum là loài thực vật có hoa trong họ Hoa hồng. Loài này được (Lehm.) Lunell mô tả khoa học đầu tiên năm 1916.